# 蓬萊山

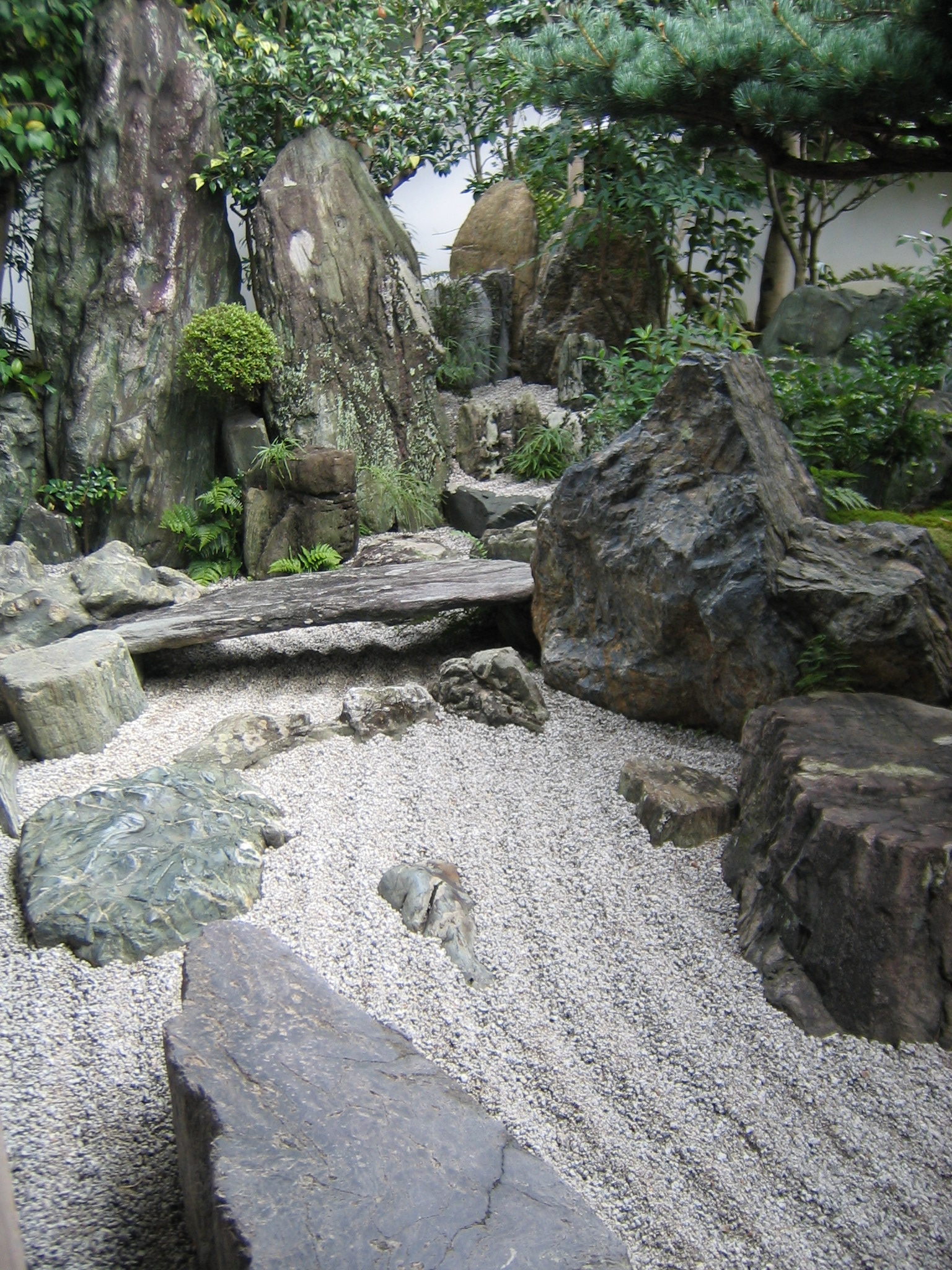
大徳寺の蓬萊山、大仙院の枯山水の眺め。この庭園の中島を結ぶ小さな橋の後ろに、蓬萊の五つの頂上が立ち上る。くし型文様を描いた砂利は水を表す。

蓬萊山（ほうらいさん、英：horaisan）、あるいは蓬萊島（ほうらいじま、英：horaijima）は、通常は日本庭園において行き来できない島を指す言葉で、それぞれ英語で「トレジャーマウンテン」または「トレジャーアイランド」と翻訳されることがよくある。その名前は、 日本神話で重要な中国の島「蓬萊」に由来する。 
なお、日本庭園で中島は蓬萊山とは異なり、通常は訪問者が行き来できる島を指す。それらは橋で互いに、そして園路に接続されている。
日本の庭園には通常は水域と各々の島、橋、瞑想ポイント、各々の建物、さまざまな種類の植物があるが、蓬萊山は、庭の他のどの部分からも切り離されており、橋もかからず道も建物も作られない。島の美しさと行き来できないことの組み合わせは、人間にとって行き来できない幸福領域を象徴している。